# Milan Lovenjak
Milan Lovenjak, slovenski arheolog in antični zgodovinar, * 30. marec 1965, Murska Sobota.

## Življenje in delo
Diplomiral je leta 1990 na ljubljanski Filozofski fakulteti in 1996 doktoriral na Inštitutu za antično zgodovino in epigrafiko na Dunaju z doktorsko disertacijo z naslovom Die römischen Inschriften von Neviodunum. Od leta 1997 je bibliotekar na oddelku za arheologijo Filozofske fakultete v Ljubljani. Leta 2000 je pridobil naziv znanstvenega sodelavca za področje epigrafike. Predava na Oddelku za arheologijo in Oddelku za zgodovino na ljubljanski Filozofski fakulteti. Težišče njegovega raziskovalnega dela je epigrafika in sodeluje pri projektu Rimski napisi Slovenije. Leta 2019 je napisal magistrsko delo z naslovom Dejanja Frankov in drugih na poti v Jeruzalem.